# Денищик, Алексей Иванович
Алексей Иванович Денищик — советский государственный и политический деятель, генерал-майор.

## Биография
Родился в 1937 году в Дзержинске. Член КПСС.
С 1960 года — на хозяйственной, общественной и политической работе. В 1960—2016 гг. — инженер-землеустроитель, начальник землеустроительного отряда в Черкасском областном управлении сельского хозяйства, инструктор орготдела, 2-й, 1-й секретарь Черкасского обкома ЛКСМУ, заместитель начальника 2-го отдела (контрразведка), начальник 2-го отдела УКГБ Украинской ССР по Черниговской области, заместитель начальника Инспекторского управления КГБ Украинской ССР, начальник 2-го отдела (морской транспорт) 4-го Управления КГБ Украинской ССР, заместитель начальника Управления кадров КГБ Украинской ССР, заместитель начальника, начальник УКГБ Украинской ССР по Хмельницкой области, начальник УСНБ — УСБУ по Хмельницкой области, проректор Хмельницкого института управления и права.
Делегат XXIV съезда КПСС.
Живёт в Хмельницком.